# Legendary
 Legendary   este un film regizat de Mel Damski.În film mai joacă Devon Graye ca wrestler de liceu,într-o distribuție care dispune de John Cena, Patricia Clarkson, Danny Glover, Madeleine Martin, și Tyler Posey.Filmul a fost lansat pe 10 septembrie 2010.

## Actori
- Devon Graye: Calvin "Cal" Chetley
- John Cena: Mike Chetley
- Patricia Clarkson:  Sharon Chetley
- Danny Glover: Harry "Red" Newman - antrenorul lui Mac Chetley's
- Madeleine Martin:  Luli Stringfellow
- Tyler Posey: Billy Barrow
- John Posey: antrenorul Stu Tennent
- Teo Olivares: Donald Worthington
- Chris Whetstone: Mac Chetley

## Producție
Studiourile WWE au produs filmul alături de Samuel Goldwyn Films.Filmările au avut loc la Academia Bonnabel Magnet High School în Kenner, Louisiana, în decembrie 2009.

## Coloana sonoră
Deși nu a fost lansată oficial coloana sonoră,în film au apărut melodiile următoare:
- Glass Cow - Blue Jeans
- Fit for Rivals - Crash
- Dragonfly - Shaman’s Harvest
- Faith -  James A. Johnston & Laci Williams
- Flash Lightnin’ - Flash Lightnin’
- Hard Line -  James A. Johnston
- Hustle, Loyalty, Respect - John Cena f/Freddie Foxxx (De asemenea, utilizat în trailer)
- In the Morning - Taddy Porter
- It’s Your Last Shot - Politics & Assassins
- Letters from the Sky -  Civil Twilight
- Liar -  Glasgow
- One Night - Golden State
- Panis Angelicus - Cesar Franch
- Railroad Queen - Taddy Porter
- Take Back the Fear - Hail the Villain
- The Dream compus și orchestrat de James A. Johnston și vocal de Jonathan Estabrook
- Through Telescopes - Colour Academy (De asemenea, utilizat în trailer)
- Undertow -  Beta Wolf
- We Must Start Again - Golden State

Scorul orchestrei,scris și compus de James Johnston A,este disponibil pe iTunes.

## Home Media
Filmul a fost lansat pe Blu-ray și DVD pe 28 septembrie 2010.DVD-ul este vândut exclusiv la Walmart și Blu-ray exclusiv la Best Buy.